# Numeración en base constante
Sea b un entero superior a uno. Escribir un entero n en la base b significa descomponerlo en las potencias de b, es decir determinar los coeficientes ( también llamados cifras) ak tales que:
- 0 ≤ ak ≤ b-1
- n es la suma de los akbk, con k > 0.

## Sistemas de base constante.

### La base más usada
Bien es sabido que el sistema vigente por doquier es el decimal; es decir que se emplea la base diez: b = 10. La escritura de cualquier entero utiliza las potencias de 10 así:
1492 = 1000 + 400 + 90 + 2 = 1×1000 + 4×100 + 9×10 + 2×1 = 1x103 + 4x102 + 9x101 + 2x100 .
Para pasar de las unidades a las decenas, y de las decenas a las centenas, se multiplica por el mismo número, aquí diez, por eso se dice que el sistema es la numeración en base constante.

### Otras bases presentes en la historia del humanidad
Se ha empleado la numeración en base constante, con otras bases que diez, principalmente las bases cinco (los aztecas) y veinte. Quedan rastros del empleo de la base veinte en algunos idiomas occidentales, como el francés (ochenta se dice quatre-vingts es decir cuatro veintes, ya que la palabra huitante se emplea en Suiza y Bélgica), en danés (para los números 50, 60 y 70), en inglés (score, una veintena, two-score, three-score, four scores para ochenta), y en latín (donde 18 no se decía 10 + 8 sino 20 - 2).

### Posible motivo de su utilización
Se cree que la elección de las bases 5, 10 o 20 se debe a causas biológicas, pues el hombre siempre contó con los dedos (hasta de los pies).

### Una base cobra vigencia en elSigloXX
Por la mitad del siglo XX, se descubrió un interés descomunal por la base dos o base binaria, pues tiene la ventaja de necesitar solamente dos cifras, 0 y 1. Esto debido al desarrollo del cálculo electrónico y el procesamiento de datos. El sistema encaja bien con los dos estados de un circuito electrónico: sin corriente o con corriente. El sistema binario puro tiene la ventaja de ser sencillo, pero su principal inconveniente reside en que la expresión de un número en base 2 es muy extensa.

### La técnica adapta el código binario a expresiones más cortas
Reagrupando las cifras por cuatro o por cinco se obtiene la base hexadecimal (base dieciséis) y la base treinta y dos. Cuando se trabaja en una base superior a diez, se tiene que inventar nuevas cifras, para notar los números que van de diez a b-1 (b sigue siendo la base). Por ejemplo, cuando se emplea la base doce, se añade las cifras alfa y beta para diez y once. Para la base hexadecimal, la costumbre es utilizar las letras mayúsculas A, B, ... F.

## Sistemas de base variable.
Han existido históricamente numeraciones en base variable, como la de los Sumerios, que empleaban una mezcla de base 60 y de base 10. Han legado al mundo actual el que una hora se divide en sesenta minutos, y no en diez o cien, la semana de siete días, la docena y el que el círculo se divide en 360 = 6×60 grados = 12x30 grados (en el Zodíaco), y no en cien o cuatrocientos (que también existe, pero no es tan común).
La desventaja de aquel sistema, era que multiplicar por 10 o 60 no resultaba fácil, pues no se puede sencillamente mover las cifras (a la izquierda) y añadir una casilla vacía (un cero, que no se había inventado todavía) a la derecha.

## Inconvenientes con las bases más grandes
Cuando mayor sea la base, más complicado es calcular en ella, pues se necesita aprender tablas (de multiplicación) más largas (con b2 productos). 
Cuando menor sea la base, más largos se vuelven la escritura de los números: por ejemplo, la escritura de un número en base binaria es ln 10/ ln 2 veces más larga que su escritura en base decimal, o sea 3,3 veces más, en promedio (la longitud es proporcional al inverso del logaritmo de la base).

## Sistema de numeración de bases
La cuestión de saber qué base es la más práctica no tiene respuesta sencilla. Sin embargo, se puede afirmar que la base decimal no tiene nada de excepcional, y que es superada con creces por la base seis, que ofrece la ventaja de tener criterios de divisibilidad sencillos para dividir por 2, 3, 4, ... hasta once; mientras que en base decimal, el 7 no tiene criterio asequible.

## Generalidades
Todo número real se puede escribir en base b, es decir, descomponer en las potencias de b, las bk, con k entero positivo o negativo.
Por ejemplo, en base diez:
42,58 = 4x101 + 2x100 + 5x10-1 + 8 10-2.
Si la descomposición necesita una infinidad de cifras, se dice que el número no es decimal. 1/3 = 0,333333333333... no es decimal, pero en base tres, un tercio es 1/10 = 0,1 que si lo es (habría que inventar una palabra como triemal para significar decimal en base tres).

No hay unicidad de la escritura de un real en una base, como lo muestra la igualdad 1 = 0,999999999999...... pero, si se decide que no se autoriza la sucesión infinita de dígitos b-1 en base b, se demuestra que sí hay una única manera de escribir un real en base b